# 唐津シーサイドホテル
唐津シーサイドホテル（からつシーサイドホテル）は、佐賀県唐津市にあるホテル。

## 歴史
1936年（昭和11年）4月1日開業。当時日本政府が外国人向け洋風ホテルとして国策ホテル（国際観光ホテル）の整備を進めていた中の一つで、当時近隣の雲仙地区（現在の雲仙市）が避暑地として外国人観光客を集めており、宿泊施設不足から周辺地域にも洋風ホテルの整備が求められるようになっていたことが背景にある。当時の国策ホテル政策により大蔵省預金部から10万円の融資を受け、虹の松原の西端の砂浜に建設された。運営は当時福岡市で「共進亭ホテル」を経営していた株式会社共進亭が担当した。
当初の建物は2階建てで客室数は35室（定員70人）、うち和室が3室・洋室が32室。建設は清水組（現・清水建設）が担当した。ただし、内装は他の国策ホテルほどには豪華ではなく、当時のホテルとしては質素な部類に入った。
その後第二次世界大戦の勃発により外国人観光客の誘致は事実上困難になり、戦況悪化に伴い1944年（昭和19年）には日本交通公社に経営が引き継がれる。敗戦後は進駐軍の接収対象となり、進駐軍の軍人や家族向けの保養所として運営された。1952年（昭和27年）に接収が解除されホテルとしての営業を再開。
1962年（昭和37年）に唐津市に本社を置く昭和自動車（現在の昭和グループ）が経営を引き継ぐ。1963年（昭和38年）には戦前より使われていた建物が老朽化のため解体された。
2015年にはDHCがホテルの経営権を取得。元々DHC創業者の吉田嘉明が唐津市出身だったことが背景にあるという。DHCグループ入り後は老朽化していた施設のリニューアルを行い、2018年6月には新たに掘削した温泉をオープン。2019年12月には新東館をオープンするなど、リゾートホテルとしての施設拡充を進めた。
2022年にDHCがオリックスに買収されたが、リゾートホテル事業は買収対象外とされたため、2023年1月1日付で「株式会社唐津シーサイドホテル」に業務を移管し、引き続き吉田が代表を務める（DHC傘下から外れる）。
2017年から、隣接する国民宿舎・虹の松原ホテルの運営も受託していたが、2023年2月に同年3月末で運営受託を終了する方針を明らかにしている。虹の松原ホテルは同年4月より休館となったが、静岡県三島市に本社を置き、唐津市出身者が代表を務める株式会社VILLAGE INC.が新たな指定管理者となり、同年12月1日に「虹の松原ホテル The Beach」として営業を再開している。
株式会社唐津シーサイドホテルは2023年12月19日にシャトレーゼホールディングスが全株式を取得し、シャトレーゼ傘下となった。

## 施設
- 西館 - 7階建て、全44室。3階に温泉大浴場を持つ。
- 東館 - 8階建て、全95室。8階にクラブラウンジ・宴会場・チャペル、2階に温泉大浴場がある。